# Palazzo Morri

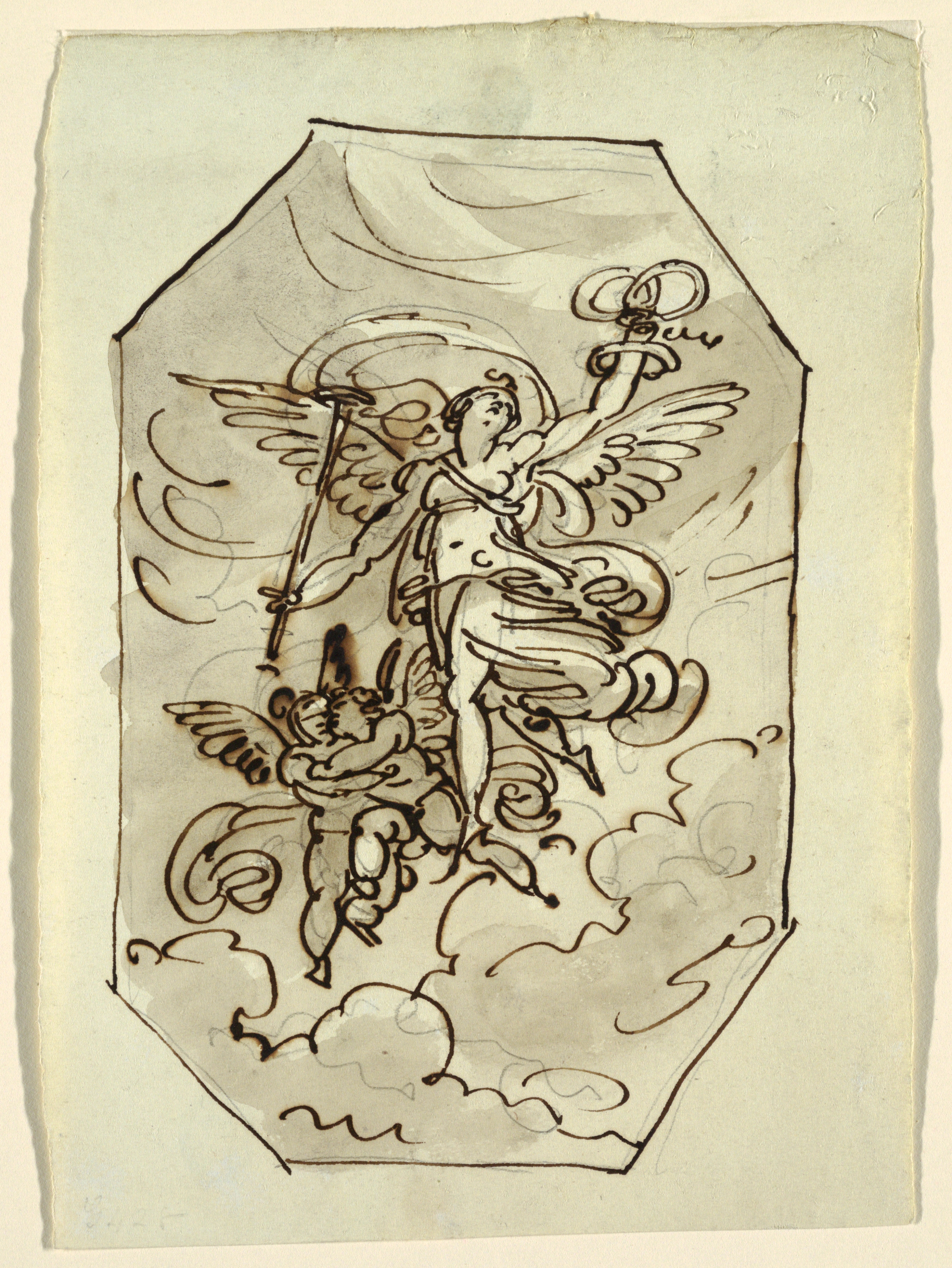
Achteckige Zeichnung eines Gemäldes im Palazzo Morri: Fama mit zwei Putten

Palazzo Morri, auch Palazzo Archi Morri, ist ein Renaissancepalast aus dem 16. Jahrhundert in Faenza in der italienischen Region Emilia-Romagna. Er liegt in der Via XX Settembre 13.

## Geschichte
Der Palast gehörte in napoleonischer Zeit der Familie Salecchi. 1798 kauften ihn die Brüder Morri. Später ging er in Besitz des Staates über.

## Beschreibung
Im klassizistischen Inneren gibt es eine Treppe, deren Wände und Decken von Giovan Battista Ballanti Graziani mit Stuck verziert wurden und die Dionigi Morri gewidmet ist. Die Malereien im ersten Obergeschoss und im Treppenhaus wurden von Felice Giani geschaffen. Im Salon gibt es ein großes Zentralgemälde an der Decke, das eine Szene eines Wagenrennens im Circus Maximus zeigt, das einzige Werk unter den Dekorationen Gianis, das (1816) dokumentiert wurde. Außerdem sind die Verzierungen im Sala degli Dei (dt.: Saal der Götter) mit den Darstellungen vierer griechischer Götter, Zeus, Poseidon, Hades und Athena, bemerkenswert, ebenso wie der Hochzeitssaal mit dem Rundbildnis der Hochzeit von Paris und Helena am Rechteckgewölbe der Decke.